# Enema of the State
Enema of the State ist das dritte Studioalbum der US-amerikanischen Rockband blink-182. Es erschien am 1. Juni 1999, avancierte zum weltweiten Chartalbum und Millionenseller.

## Entstehung und Stil
Das Album wurde von Jerry Finn produziert. Die Band hatte zuvor beim Majorlabel MCA unterschrieben. Das Album führt den Westküsten-Punkrock der Vorgänger fort, weist aber eine etwas klarere Produktion auf. Vor allem die zweite Singleauskopplung All the Small Things und das dazugehörige Musikvideo, das eine Verballhornung von Videos von Boygroups und anderen Popkünstlern darstellt, trug zum Erfolg des Albums bei. Das Video wurde häufig im Musikfernsehen gespielt. Auf dem Albumcover wie auch im ersten Video zu What’s My Age Again? ist die Pornodarstellerin Janine Lindemulder als Krankenschwester zu sehen.

## Titelliste
1. Dumpweed – 2:23
2. Don’t Leave Me – 2:23
3. Aliens Exist – 3:13
4. Going Away to College – 2:59
5. What’s My Age Again? – 2:28
6. Dysentery Gary – 2:45
7. Adam’s Song – 4:09
8. All the Small Things – 2:48
9. The Party Song – 2:19
10. Mutt – 3:23
11. Wendy Clear – 2:50
12. Anthem – 3:37

## Singleauskopplungen
| Jahr | Titel                | Höchstplatzierung, Gesamtwochen, AuszeichnungChartplatzierungen (Jahr, Titel, , Platzierungen, Wochen, Auszeichnungen, Anmerkungen) | Höchstplatzierung, Gesamtwochen, AuszeichnungChartplatzierungen (Jahr, Titel, , Platzierungen, Wochen, Auszeichnungen, Anmerkungen) | Höchstplatzierung, Gesamtwochen, AuszeichnungChartplatzierungen (Jahr, Titel, , Platzierungen, Wochen, Auszeichnungen, Anmerkungen) | Höchstplatzierung, Gesamtwochen, AuszeichnungChartplatzierungen (Jahr, Titel, , Platzierungen, Wochen, Auszeichnungen, Anmerkungen) | Höchstplatzierung, Gesamtwochen, AuszeichnungChartplatzierungen (Jahr, Titel, , Platzierungen, Wochen, Auszeichnungen, Anmerkungen) | Anmerkungen                                                 |
| Jahr | Titel                | DE | AT | CH | UK | US | Anmerkungen                                                 |
| ---- | -------------------- | --- | --- | --- | --- | --- | ----------------------------------------------------------- |
| 1999 | What’s My Age Again? | DE80 Gold · (9 Wo.)DE | — | CH52 (8 Wo.)CH | UK17 Platin · (10 Wo.)UK | US58 (20 Wo.)US | Erstveröffentlichung: 4. April 1999 Verkäufe: + 950.000     |
| 2000 | All the Small Things | DE11 Platin · (15 Wo.)DE | AT4 (13 Wo.)AT | CH14 (22 Wo.)CH | UK2 ×3Dreifachplatin · (14 Wo.)UK                                                                                                   | US6 (23 Wo.)US | Erstveröffentlichung: 18. Januar 2000 Verkäufe: + 3.160.000 |
| 2000 | Adam’s Song          | DE98 (2 Wo.)DE | — | — | UK— SilberUK | — | Erstveröffentlichung: 5. September 2000 Verkäufe: + 225.000 |

## Rezensionen
Stephen Thomas Erlewine von Allmusic vermisste zwar etwas die „emotionale Tiefe“ von Green Day, bescheinigte dem Album aber gute Lieder, die in einer schnellen, druckvollen Art und Weise gespielt würden. Es handle sich um eine Platte, die Spaß mache und besser sei als die durchschnittliche „Neo-Punk“-Veröffentlichung. Die Bewertung lag bei vier von fünf Sternen.

## Kommerzieller Erfolg

### Chartplatzierungen
| ChartsChartplatzierungen       | Höchstplatzierung | Wochen |
| ------------------------------ | ----------------- | ------ |
| Deutschland (GfK)              | 18 (35 Wo.)       | 35     |
| Österreich (Ö3)                | 6 (18 Wo.)        | 18     |
| Schweiz (IFPI)                 | 13 (40 Wo.)       | 40     |
| Vereinigte Staaten (Billboard) | 9 (86 Wo.)        | 86     |
| Vereinigtes Königreich (OCC)   | 15 (38 Wo.)       | 38     |

| ChartsJahrescharts (2000)    | Platzierung |
| ---------------------------- | ----------- |
| Deutschland (GfK)            | 65          |
| Österreich (Ö3)              | 33          |
| Schweiz (IFPI)               | 56          |
| Vereinigtes Königreich (OCC) | 65          |

### Auszeichnungen für Musikverkäufe
Enema of the State erhielt weltweit drei Goldene und 16 Platin-Schallplatten für über 6,6 Millionen verkaufte Einheiten. Quellen zufolge soll es sich über 15 Millionen Mal verkauft haben.
| Land/Region                  | Auszeichnungen für Musikverkäufe (Land/Region, Auszeichnung, Verkäufe) | Verkäufe  |
| ---------------------------- | ---------------------------------------------------------------------- | --------- |
| Australien (ARIA)            | 2× Platin                                                              | 140.000   |
| Europa (IFPI)                | Platin                                                                 | 1.000.000 |
| Italien (FIMI)               | Platin                                                                 | (50.000)  |
| Kanada (MC)                  | 4× Platin                                                              | 400.000   |
| Mexiko (AMPROFON)            | Gold                                                                   | 75.000    |
| Neuseeland (RMNZ)            | 2× Platin                                                              | 30.000    |
| Österreich (IFPI)            | Gold                                                                   | (25.000)  |
| Schweiz (IFPI)               | Gold                                                                   | (25.000)  |
| Vereinigte Staaten (RIAA)    | 5× Platin                                                              | 5.000.000 |
| Vereinigtes Königreich (BPI) | Platin                                                                 | (300.000) |
| Insgesamt                    | 3× Gold · 16× Platin ·                                                 | 6.645.000 |

Hauptartikel: Blink-182/Auszeichnungen für Musikverkäufe

## Trivia
Der Name des Albums, der sich mit „Darmspülung des Staates“ übersetzen lässt, ist eine Anspielung auf den Begriff „Enemy of the State“ (Staatsfeind).